# Da Vinci (cráter)

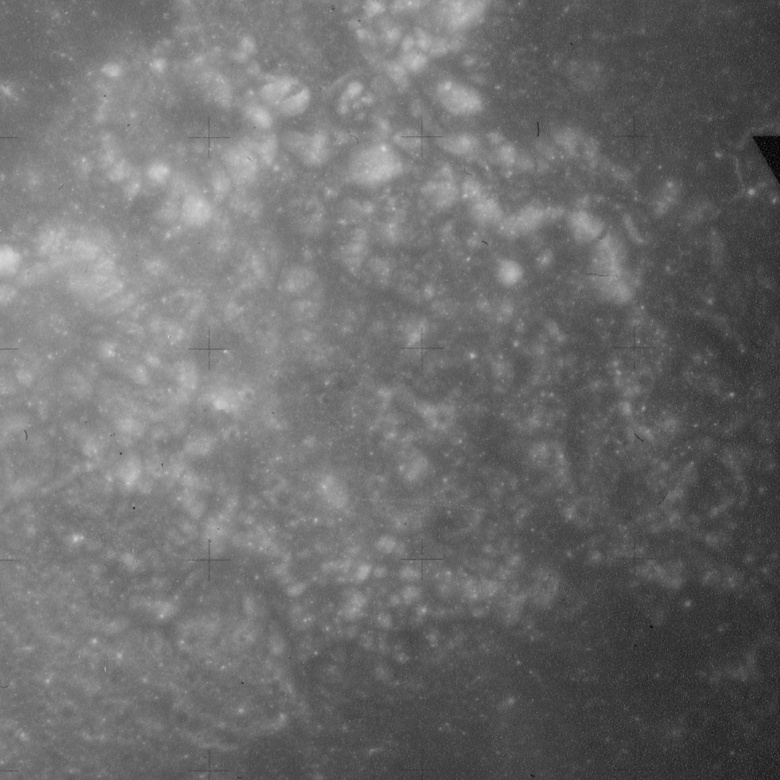
Fotografía de la misión Apolo 15.

Da Vinci es un cráter de impacto que se encuentra en la parte oriental de la Luna, al noroeste del Mare Fecunditatis, ubicado en la costa este del Sinus Concordiae, una bahía perteneciente al lado oriental del Mare Tranquillitatis. La relación de cráteres cercanos incluye a Watts al sudeste y a Lawrence al suroeste, de menor tamaño que da Vinci.
|  |

Esta formación ha sido fuertemente dañada y remodelada hasta el punto de que es apenas reconocible como un cráter. Las secciones bajas del borde oriental y de un sector del lado noroeste aún se mantienen en pie, a pesar de que se parecen más a crestas curvadas que a la pared de un cráter. Existen lagunas en el borde hacia el sur y el norte. El interior es irregular, con porciones de suelo reconfiguradas por flujos de lava.
El terreno situado al exterior del lado norte y del oeste del cráter es irregular y accidentado. Un resalto de baja altura orientado hacia el sureste se extiende hasta las proximidades de Watts.

## Cráteres satélite
Por convención estos elementos son identificados en los mapas lunares poniendo la letra en el lado del punto medio del cráter que está más cerca de da Vinci.
|          | \| da Vinci \| Coordenadas \| Diámetro \| \| -------- \| -------------------------- \| -------- \| \| A \| 9°42′N 44°12′E / 9.7, 44.2 \| 18 km \| |          |
| da Vinci | Coordenadas | Diámetro |
| A        | 9°42′N 44°12′E / 9.7, 44.2 | 18 km    |